# Rick Okon
 (mai 2022).
Rick Okon (né le 13 avril 1989 à Schwedt-sur-Oder) est un acteur allemand.

## Filmographie partielle

### Cinéma
- 2011 : Romeos : Lukas
- 2017 : Die Unsichtbaren – Wir wollen leben, avec Max Mauff
- 2021 : Niemand ist bei den Kälbern : Jan (avec Saskia Rosendahl)

### Télévision
- 2012 : Stolberg
- 2015 : Brigade du crime
- 2015 : X Company
- 2018-2020 : Das Boot
- 2018-2022 : Tatort : Jan Pawlak
- 2024 : Sissi : Louis, le frère de Sissi